# Praia Inhame (aldeia)
Praia Inhame é uma aldeia de São Tomé e Príncipe, localizada a Este da ilha do Príncipe. Encontra-se nas proximidades da Baía de Santo Antônio e do povoado de Novo Destino.